# Crobylostenus indecisus
Crobylostenus indecisus is een rechtvleugelig insect uit de familie veldsprinkhanen (Acrididae). De wetenschappelijke naam van deze soort is voor het eerst geldig gepubliceerd in 1912 door Bolívar.